# Palazzo Criscuolo

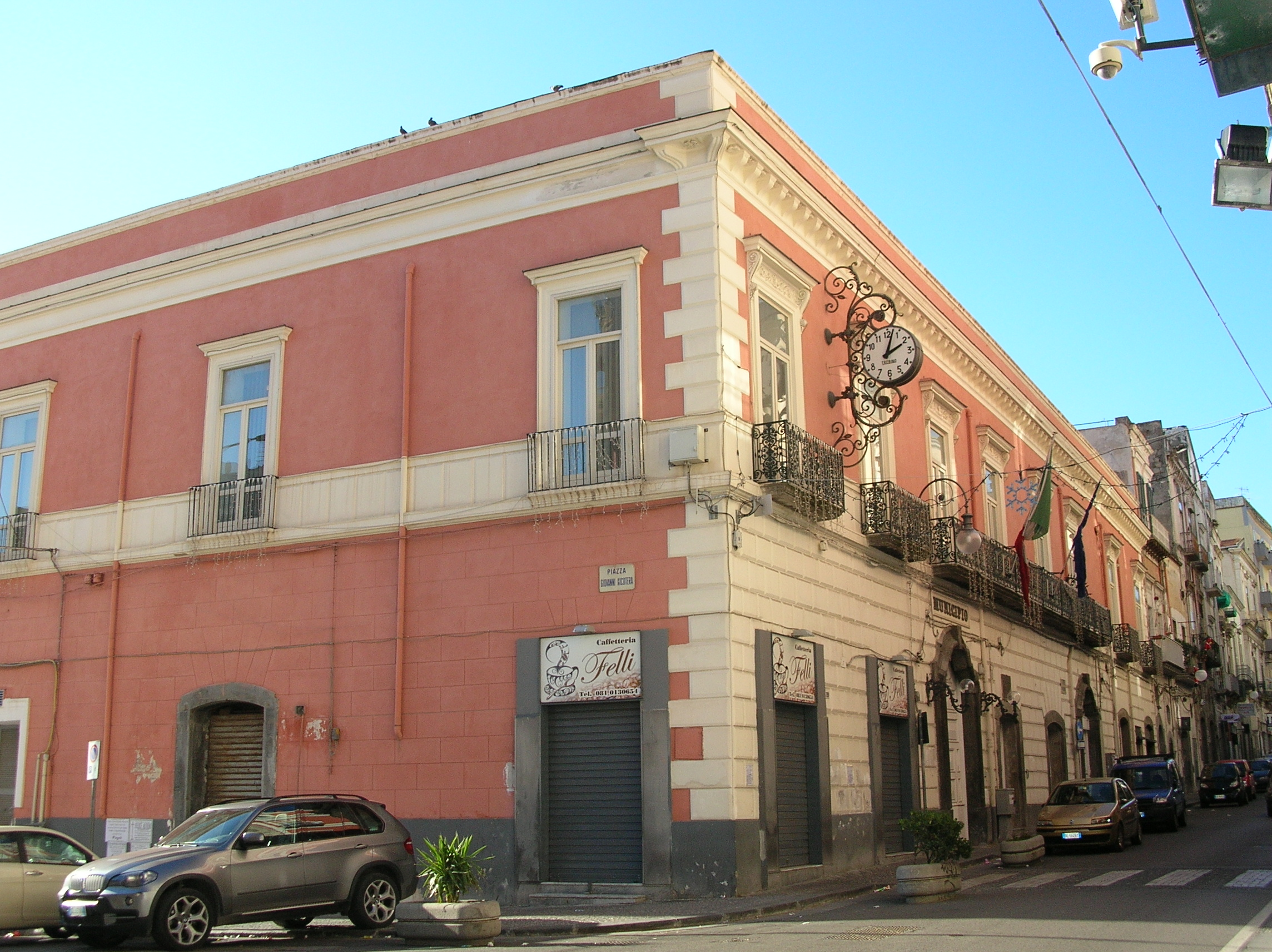
Palazzo Criscuolo in Torre Annunziata; Gemeindeverwaltung

Der Palazzo Criscuolo (auch Palazzo Gargano) ist ein Palast aus dem 19. Jahrhundert in Torre Annunziata in der italienischen Region Kampanien. Er liegt am Corso Vittorio Emanuele III, 293 zur Piazza Giovanni Nicotera hin.

## Geschichte

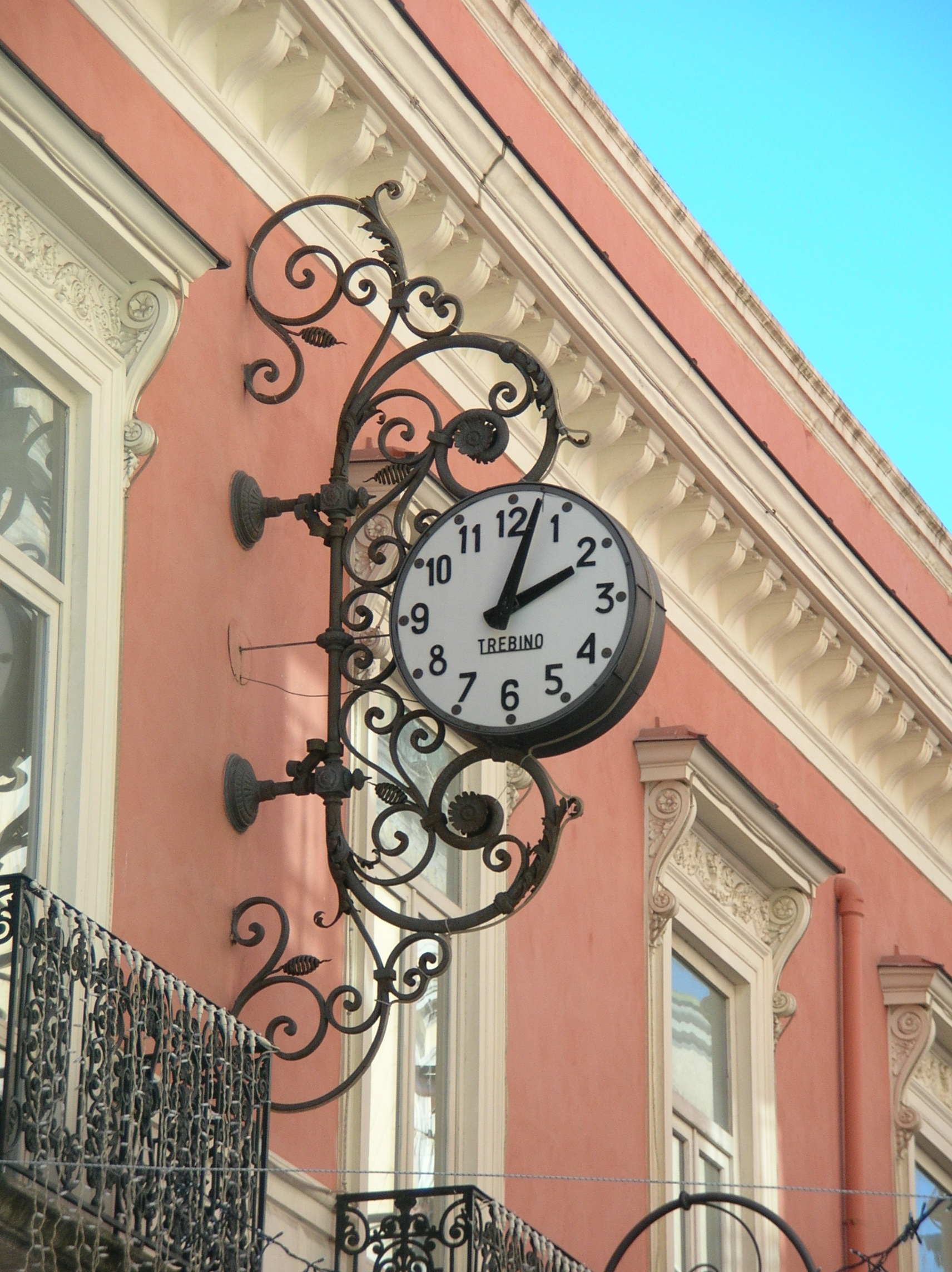
Gusseiserne Uhr

Den Palast ließ Nicola Gargano, ein Unternehmer und Getreidehändler, um 1860 errichten. 1880 gelangte der Palast in den Besitz der Anassimene Criscuolo, von der die Gemeinde Torre Annunziata 1897 einen Teil kaufte.
2007 brach während Umbauarbeiten ein Brand aus; der Schaden war gering, da die Flammen gleich von der Feuerwehr gelöscht wurden. Bei ebendiesen Umbauarbeiten kamen Fresken von geschichtlichem Interesse ans Licht. Heute werden die Räume institutionell genutzt, da der Hauptteil der Gemeindeverwaltung aus der Via Dante hierher verlegt wurde.

## Beschreibung
Es handelt sich um einen Adelspalast mit zwei Stockwerken, der um einen Innenhof herum errichtet und im Erdgeschoss durch eine kleine Veranda und im Obergeschoss durch eine Galerie verschönert ist. Vor Jahren gab es im Obergeschoss eine kleine Privatkapelle, deren Gewölbedecke mit Stuck dekoriert war, den man heute noch in einigen Büros der Gemeindeverwaltung sehen kann. Die Räume zum Largo Porto hin wurden früher als Getreidelagerräume genutzt, während sie heute auch zu Gemeindebüros umgebaut sind.
Schließlich wurde der Palast durch zwei Gusseisenlampen und eine Uhr mit Gewichten verschönert; sie existieren und funktionieren heute noch.